# AMD-65

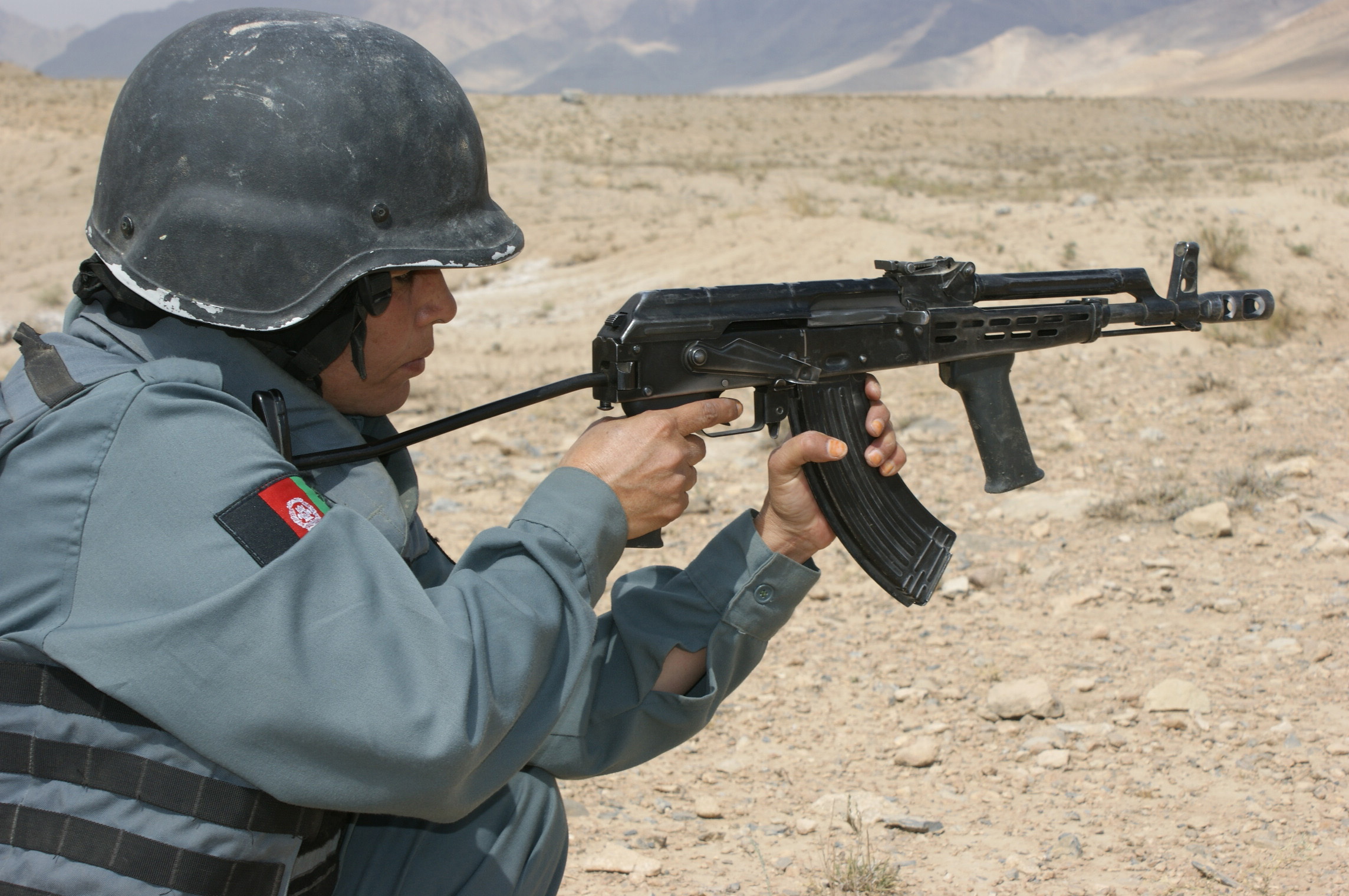

AMD-63 및 AMD-65(헝가리어: Automata Módosított Deszant[fegyver] 1965)는 헝가리에서 AKM을 기초로 개발한 돌격소총이다. 헝가리는 1958년부터 AK-47을 정식으로 면허생산해왔는데, 소련에서 철판 프레스 공법을 이용하여 AK-47의 현대화 모델인 AKM을 개발하면서 헝가리도 1963년부터 AKM에 기초한 AMD-63을 개발하여 생산 및 보급하기 시작했다. AMD-65는 AMD-63의 단축형 모델로서 구 소련의 AKS-74U나 AKMS에 해당하는 버전이다. 이외에 AMP-69도 있는데, AMP-69는 AMD-65를 소폭으로 개량한 것으로 헝가리의 특수부대가 요구하여 개발된 것이다.

## 종류

### AMD-63
헝가리는 1958년부터 AK-47의 서방에서 Type 3으로 호칭하던 버전을 면허 생산하다가 소련에서 AKM이 등장하면서 이를 헝가리에서 국산화한 모델이 AMD-63이다. 이 총의 기본 설계 및 제조 공법은 AKM과 동일하고 핵심 부품도 똑같지만 몇 가지 개조를 가했다.
외관상 구분되는 특징은 AK-47의 목제 핸드가드를 제거하고 이 부분도 철판 프레스로 처리한 대신에 탄창 앞에 권총 손잡이를 거꾸로 달은 것이다. 목제 핸드가드가 본래 총열이 뜨겁게 달구어졌을때를 대비해서 달았던 것이어서 권총손잡이를 거꾸로 달아 AK-47의 목제 핸드가드 대신에 부착하여 보조 손잡이로 쓰게 한 것이다. 이는 사격시에 목제 핸드가드를 붙잡고 쏘는 것보다 반동 통제에 보다 유리했다.
AMD-63도 60년대 중반 이후 다시 개량 과정을 거쳤다. 초기 AMD-63은 개머리판과 권총손잡이가 나무로 만들어져 있었다. 이를 플라스틱 부품으로 대체한 것이다. 이를 통해 총의 무게를 250g가량 다시 줄일 수 있었다. 구경은 AK-47과 동일한 7.62 x 39 mm이다.

### AMD-65
기본적으로 AMD-63의 단축형이다. M16과 M4, AK-47과 AKMS, AK-74와 AKS-74U의 관계와 같다. AMD-65는 1965년에 등장했으며 기본 구조는 AMD-63과 차이가 없다. 다만, AMD-65의 개머리판은 AMD-63의 고정식과 달리 총 옆으로 접히는 사이드 스윙 방식으로 바뀌었다. 이 총은 헝가리 특수부대의 요구로 개발된 것이긴 하지만, 긴 총이 불편한 병과나 지휘관들에게도 지급되었다.
- 길이 : 85cm (개머리판을 펼친 경우) / 65cm (개머리판을 접었을 경우)
- 무게 : 3.27km (빈 탄창을 장착한 경우)
- 탄창 : 30발
- 발사속도 : 600발/분

### AMP-69
AMP-69는 AMD-65를 개량한 것이다. AK시리즈는 총구 소염기 문제로 총류탄을 직접 부착할 수가 없었다. 미국의 M203 유탄발사기처럼 총열 밑에 장착하는 유탄발사기가 아니라 총류탄은 총구에 어댑터를 부착해서 쏘는 유탄이다. AK 시리즈에서 총류탄을 쓰기 위해서는 기존의 소염기를 떼어내고 전용 어댑터를 장착해야 했다. 헝가리 특수부대에서 이 운용방식이 불편하다고 생각하여 소염기 자체가 어댑터 역할을 할 수 있는 소총의 개발을 요구했고, AMP-69가 그 결과물이다.
AMP-69는 핸드가드가 두터운 플라스틱 소재로 바뀌었으며, 소염기도 가늘고 긴 형태로 바뀌었다. 소염기를 떼어내고 총류탄 전용 어댑터를 부착하지 않고 소염기 자체에 총류탄을 끼울 수 있도록 바꾼 개량한 것이다. AMP-69의 소염기는 얇은 철판으로 둘러싸여져 있으며 총을 쏠때는 외피 구멍을 밖으로 드러나게 하고, 총류탄을 부착할때는 외피가 본체를 둘러싸서 구멍을 막도록 하였다. 이를 통해 폭발 가스가 새어나가지 않고 총류탄을 밀어내는 데 집중하도록 했다. 이것에 덧부텨 가스포트에도 밸브가 달려 총류탄 발사 시에는 가스가 노리쇠를 후퇴시키지 못하도록 만들었다. 이것 역시 총류탄에 힘을 집중시켜 총류탄을 밀어내는 추진력을 확보하도록 했다. 이는 M-14나 K-2 소총도 마찬가지이다.

### 수출형
AMD-63/65 그리고 AMP-69 모두 구경은 동일하여 7.62 x 39 mm를 사용한다. 헝가리는 5.45 x 39 mm M74 탄약을 사용하는 소총을 만들지 않았고, 현재도 7.62mm 구경의 AMD-63/65, AMP-69를 주력 소총으로 사용하고 있다. 다만 헝가리도 수출용으로 NGM이라는 모델을 만들었고, 이 소총은 5.56mm 버전이다(이외에 반자동 모델 중에도 5.56mm 버전이 있다). 헝가리가 냉전 종식 이후 북대서양조약기구에 가입하면서 NATO 표준 탄환인 5.56 × 45 mm NATO탄을 사용해야 하는 문제가 생기면서 기술적으로는 전혀 문제가 없다는 증거가 되기도 했으나, 국방 예산 감축으로 인해 헝가리군은 여전히 7.62mm탄을 사용하는 AMD-63/65, AMP-69가 주력 화기로 사용 중이다.

## 같이 보기
- 갈릴 소총

## 참고 문헌
- 〈플래툰〉 , 2006년 7월 호